# Barry Stock
Barry Stock est le guitariste principal du groupe canadien Three Days Grace.

## Biographie
Barry James Stock est le guitariste principal du groupe Canadien Three Days Grace, il est né à Norwood, Ontario au Canada le 24 avril 1974. Il a rejoint le groupe en 2003, juste après la sortie de l'album éponyme Three Days Grace pour laisser Adam Gontier se concentrer pleinement sur son poste de chanteur.

## Vie privée
Il a un frère, Chris Stock qui est chiropracteur à Corydon, Indiana aux U.S.A. Il s'est marié en 2006.